# Mustafa Muchla
Mustafa (Stefan) Abutalebowicz Muchla, ros. Мустафа (Стефан) Абуталебович Мухля (ur. 11 marca 1894 w guberni wileńskiej, zm. 31 grudnia 1942 w obozie w Aleksandrowce w Kraju Narymskim w ZSRR) – rosyjski wojskowy (sztabsrotmistrz), emigracyjny działacz kombatancki.
Był z pochodzenia litewskim Tatarem. W 1913 ukończył korpus kadetów w Pskowie, zaś w 1914 szkołę kawaleryjską w Jelizawetgradzie. Brał udział w I wojnie światowej. Służył jako młodszy oficer w 3 Pułku Ułanów. Następnie przeszedł do lejbgwardii Pułku Dragonów. Doszedł do stopnia sztabsrotmistrza. Po rewolucji bolszewickiej 1917 r. powrócił do majątku rodzinnego we wsi Akmeniszki na Wileńszczyźnie, która w 1921 znalazła się na polskim terytorium państwowym. Od 1931 M. A. Muchla wchodził w skład kierownictwa Kręgu Absolwentów Rosyjskich Korpusów Kadetów w Wilnie. Po zajęciu wschodnich ziem Polski przez Armię Czerwoną jesienią 1939, został aresztowany w 1940. Zesłano go do łagru we wsi Aleksandrowka w Kraju Narymskim na Syberii, gdzie zmarł 31 grudnia 1942